# Mistral (岡村孝子のアルバム)
『mistral』（ミストラル）は、岡村孝子の通算8枚目のオリジナル・アルバム。1992年6月20日発売。発売元はファンハウス（現・ソニー・ミュージックレーベルズ）。

## 解説
- 本作品発売時のインタビューでは「自分自身に風をおくりたかった」と発言している。なお、ミストラルとはフランス南東部に吹く局地風のこと。
- 同年4月29日には15枚目のシングルとして「ミストラル 〜季節風〜」が先行リリースされた。第一生命のコマーシャルに出演、その撮影で訪れたフランスで「ミストラル 〜季節風〜」のプロモーション・ビデオが制作された。
- その映像はシングル・ビデオとして同年7月17日に発売。2002年、デビュー20周年記念ベスト・アルバム『DO MY BEST』初回生産限定盤でDVD化もされている。
- 特徴として、それまで白紙に歌詞を記載しただけであったオリジナル・アルバムの歌詞カードが、カラー写真をふんだんに使用した仕様にグレード・アップされた点が挙げられる。
- 初のウェディング・ソング「MARIAGE」は、翌年6月9日に発売された17枚目のシングル「フォーエバー・ロマンス」のカップリング曲としてシングルカットされた。
- 全国のホールで「第一生命サウンドスペシャル OKAMURA TAKAKO CONCERT TOUR '92 " mistral "」（14会場18公演）が開催。
- 2001年6月20日には、価格を改定したリニューアル盤が再発売された（規格品番：FHCF-2518）。

## チャート成績
本作は1992年6月29日付けのオリコンチャートにて最高位1位を獲得、登場回数は13回で売り上げ枚数は43.7万枚となった。
前作『Chou-fleur』（1991年）に続いての第1位獲得となり、1992年のオリコン年間アルバムヒットチャートでは第35位となった。
4枚目のアルバム『SOLEIL』（1988年）から本作品までの計6作がチャート第1位となったことで、グループからソロに転身した女性シンガーソングライターの1位連続獲得枚数および獲得枚数が2008年時点で歴代1位となった。
また、総合でも安室奈美恵に次ぎ第2位となった（安室はSUPER MONKEY'S出身、岡村はあみん出身）。

## 収録曲
全作詞・作曲: 岡村孝子
編曲: 萩田光男 M-1・2・4・7 、田代修二 M-3・9 、清水信之 M-5・6・8
1. 移ろいゆく想い（5:12）
2. 昨日よりも、今日よりも 〜I love you more than yesterday〜（5:41）
  - タイトルはバーバラ・アン・キッパーの著書を翻訳する仕事中、心にとまったフレーズから[5]。
3. Heartbreak（5:27）
4. MARIAGE（5:46）
  - 17枚目のシングル「フォーエバー・ロマンス」のカップリング曲。
  - タイトルはフランス語（英語の「MARRIAGE」はRが1つ多い）
5. ミストラル 〜季節風〜（Album Version）（4:59）
  - 15枚目のシングル。
6. プロローグ（5:21）
7. 告白（6:09）
  - セレクション・アルバム『Ballade』誕生のきっかけとなった曲。ただし、『Ballade』には収録されていない。
8. さかまく未来（5:21）
9. ミッドナイト・ブルー（5:31）

## 関連作品
- 移ろいゆく想い
  - After Tone III
- 昨日よりも、今日よりも 〜I love you more than yesterday〜
  - After Tone III
- MARIAGE
  - After Tone III
  - 夢見る頃を過ぎても
- ミストラル 〜季節風〜
  - After Tone III
  - HISTOIRE
  - DO MY BEST
  - TOY BOX
  - Best★BEST 岡村孝子
- 告白
  - 夢見る頃を過ぎても